# اوروشوینا
اوروشوینا (به لاتین: Uroševina) یک منطقهٔ مسکونی در مونته‌نگرو است که در مویکوواس واقع شده‌است. اوروشوینا ۴۳۵ نفر جمعیت دارد.